# ACGVision
ACGVision est une application permettant la surveillance du système et d’applications. Elle surveille les machines et services spécifiés, alertant lorsque les systèmes sont défaillants et sur leur remise en état. C'est un logiciel libre sous licence publique générale GNU (GPL). Il permet également d'automatiser les tâches d'administration récurrentes.

## Architecture
ACGVision est une solution client serveur décomposée en 3 parties :
1. Le Core, moteur de l'application il ordonnance les tâches de supervision.
2. La console, Interface Web cryptée et sécurisée SSL, elle permet d'avoir une vue d'ensemble du système d'information et des possibles anomalies et se présente sous la forme d'un pluggin pour Joomla.
3. Les agents, mini programmes intelligents et packagés chargés de la collecte des informations nécessaires à la détection d’anomalies et à l'exécution d'actions automatisées.

## Fonctionnalités
ACGVision est un produit de « Supervision de Systèmes », c'est-à-dire qu'il permet de gérer le fonctionnement des systèmes informatiques en surveillant certaines fonctions, en lançant diverses alertes vers des utilisateurs particuliers, et éventuellement en lançant des procédures automatiques pour tenter de résoudre les incidents soulevés.
ACGVision est organisé en « modules », chaque module représente une fonction du système d'information à superviser. Il existe plusieurs modules permettant de superviser :
- La charge CPU

- L'occupation de la mémoire

- L'occupation des systèmes de fichiers

- Les codes de sortie de tous systèmes de script (Shell, Perl, VBScript, …). Il est généralement compatible avec les scripts utilisés par Nagios.

ACGVISION est une solution multiplateforme qui peut fonctionner sur tous les systèmes compatibles avec une JRE.